# Janusz Pawłowski (1932–2011)
Janusz Ludwik Pawłowski (ur. 9 lutego 1932 w Kasinie Wielkiej, zm. w 14 marca 2011 w Komorowie w województwie mazowieckim) – polski ekonomista i polityk. Minister pracy, płac i spraw socjalnych (1987) i minister pracy i polityki socjalnej (1987–1988).

## Życiorys
Syn Zygmunta i Zofii, urodził się w rodzinie nauczycielskiej, w 1976 ukończył studia na Akademii Ekonomicznej w Krakowie. Pracował w przemyśle spożywczym od 1950 do 1980, w tym na stanowisku zastępcy szefa produkcji w Zakładach Przetwórstwa Owocowo-Warzywnego w Tymbarku (1952–1964), a od 1965 do 1977 naczelnika wydziału spraw pracowniczych w Zjednoczeniu Przemysłu Owocowo-Warzywnego w Warszawie. W latach 1977–1980 pracował na analogicznym stanowisku w Centrali Przemysłu Mięsnego, jak również w Branżowym Ośrodku Organizacji i Normowania Pracy jako kierownik.
Należał do Polskiej Zjednoczonej Partii Robotniczej. W 1980 przeszedł do pracy w administracji państwowej, do 1983 jako wicedyrektor, do 1984 dyrektor departamentu i w stopniu podsekretarza stanu w Ministerstwie Pracy, Płac i Spraw Socjalnych. W 1987 został ministrem pracy, płac i spraw socjalnych, a następnie i ministrem pracy i polityki socjalnej (1987–1988) w rządzie Zbigniewa Messnera.
Po zakończeniu sprawowania urzędu został pełnomocnikiem ministra przemysłu ds. współpracy z organizacjami związkowymi i samorządowymi. Uczestniczył w obradach Okrągłego Stołu w podzespole do spraw ekologii.